# نجع الشيخ حمد
عرفت هذه المدينة باسم «حوت ربيت» في العهد الفرعوني و«أتريبس» في العهد الإغريقي و«أدريبة» في العهد القبطي وأخيراً تعرف حالياً باسم الشيخ حمد منذ بداية العهد الإسلامي.
تقع المدينة في سوهاج وتأتي في المرتبة الثالثة بعد أبيدوس وأخميم، وإن كانت تضاهيهما في العراقة. تضم المدينة معبد أوليتيس وفاسكون واسكليبوس ومقبرة بسن اوزير ومقبرة مروى حور (البروج) ودير ادريبة وقلاية اتريبس وضريح الشيخ حمد والشيخ علي والشيخ سليم.